# Corycaeus vitreus
Corycaeus vitreus är en kräftdjursart som beskrevs av James Dwight Dana 1848. Corycaeus vitreus ingår i släktet Corycaeus och familjen Corycaeidae. Inga underarter finns listade i Catalogue of Life.